# Битка на Морави (1915)
Битка на Морави (14. октобар — 25. новембар 1915) била је део Тројне инвазије на Србију. Рејон ратних дејстава био је од Неготина до Лесковца. Због велике надмоћи не само у људству већ и у артиљерији, Бугарска прва армија је након 10 дана жестоких борби потиснула Србе до долине Мораве. У почетку, због оштре климе и тешког терена, бугарско напредовање је било споро. Упркос очајничком отпору бранилаца, дошло је до бугарског продора у близини Пирота, а Срби су се повукли ка реци Тимок. Под командом генерал-потпуковника Климента Бојаџијева прво су освојене области Ниша и Алексинца, и долина Мораве, током првих 10 дана, ради спајања са XI Немачком армијом. 26.10.1915 освојени су Пирот и Зајечар.
Бугари су продрли око 90 км на територију Србије. Срби су изгубили 6.000 људи, 60 топова и велике количине војне опреме.

## Догађаји који су претходили
Дана 6. септембра 1915, Краљевина Бугарска је приступила војном савезу Централних сила, потписивањем три одвојена документа политичког и војног карактера.
Немци су 18. септембра 1915. године оформили групу армија Макензи, која се састојала од XI Немачке армије, III Аустроугарске и I Бугарске армије.

## Лесковачки противнапад (маневар)
Фелдмаршал Макензен, након два покушаја (први покушај 23. октобар-1. новембар у рејону Крагујевца; други, након што је Макензен уочио да се Српска војска повлачи ка Црној Гори и Албанији, у покушају да се затвори правац према Рашки, у рејону Краљева и долини Западне Мораве 2-7. новембра), 7. новембра 1915, отпочео је и трећи покушај потпуног пораза Српске војске.
Двадесетак дана након пада Врања 16.10.1915, бугарске трупе су заузеле планину Кукавицу и кренуле ка Лесковцу. Бугарске јединице напредовале су ка Лесковцу и из правца Власотинца, долином реке Власине. Код моста на Јужној Морави (на путу за Власотинце), дошло је до већег сукоба 24.10 - 6.11.1915, бугарских јединица и јединица Тимочке дивизије и том приликом је погинуло 49 српских војника. Након повлачења из Ниша и Крушевца, српска Друга армија, под командом војводе Степе Степановића је постављена дуж трасе Лесковац - Косова. Осмог и 9. новембра, бугарске трупе приморали су Србе да се повуку са њиховог положаја, из Лесковца, и напредовале су ка десној обали Пусте реке. Задатак Тимочке дивизије је био да задржи бугарску војску до доласка Моравске дивизије другог позива, Прве армије. Она је 9. новембра стигла на своје одредиште-лева обала Пусте реке. За команданта ове маневарске групе (Моравска 2. позива, Тимочка 1. и Шумадијска 2. позива), Степа је именовао команданта Моравске дивизије другог позива пуковника Љубомира Милића. Милић је донео следећу одлуку:
Предузети општи напад на непријатеља 11. новембра у 6,30 и то
- Тимочка дивизија првог позива правац Камена чука – Брестиш
- Моравска дивизија другог позива правац Карасанова ливада-Бели камен
- Шумадијска дивизија другог позива правац Каменица –Голи рид

Командант артиљеријских снага Друге армије, пуковник Војислав Милојевић, успео је да заустави напредовање Бугара. Јака српска артиљеријска ватра паралисала је непријатеља те је уследило повлачење бугарских јединица. Бугари су претрпели велике губитке, само у рејону дејства Шумадијске дивизије (погинулих 500 и заробљено 100 бугарских војника). Моравска дивизија је заробила 33 војника и једног потпоручника. Важан догађај одиграо се код села Миланова. Командант Бугарске прве дивизије упутио је своју Трећу бригаду из резерве да прихвати њихову Прву и Другу бригаду, која је одступала од Бојника и Лебана. Трећа Бугарска бригада сударила се са Трећим моравским пуком другог позива, па су се Бугари по мраку повукли на брдо Хисар код Лесковца, а убрзо су морали да се повуку на око 18 километара од самог града Лесковца. На овај начин постигнут је циљ. Пут Прокупље–Лебане био је отворен. Тиме је битка за Пусту Реку завршена. Ова битка је позната као Лесковачки противудар. Једини правац за повлачење српске војске остао је преко Косова, ка Албанији. Због овог подвига пуковник Љубомир Милић унапређен је у чин генерала.

## Пресудни догађаји у рејону дејства Бугарске II армије (Македонија-део јужне Србије)
Посебне тешкоће наступиле су када Брегалничка дивизија I позива није успела да заустави наступање бугарских снага, након чега је Србији одсечена веза са Егејским морем.
- 16. октобра 1915.- заузето Врање
- 19. октобра 1915.- Бугарске трупе су избиле на Вардар
- 20. октобра 1915.-заузето Куманово
- 22. октобра 1915.- заузето Скопље
- 26. октобра 1915.- заузета стратешки важна Качаничка клисура
- 16. новембра - 21. новембра 1915. - пораз Француских јединица под командом генерала Мориса Сараја (три Француске и једне Британске дивизије укопане око Черна код Дојранског језера) од стране Бугарске II армије, код Кривовлака, у склопу офанзиве Овче поље.[7] Са падом Приштине Генерал Сарај схватио је да савезници не могу да помогну Србе и одлучио да почне повлачење ка Солуну.

## Догађаји који су уследили
Суочена са тешком војном ситуацијом српска влада је на седници којом је председавао регент Александар Карађорђевић у Крушевцу 29. октобра 1915. године одлучила да ће држава истрајати на досадашњем политичком курсу. Након што српске трупе нису успеле да се пробију према Скопљу и да се затим споје са савезничким трупама на југу, Влада и Врховна команда одлучиле су се на повлачење на албанску обалу одакле би српска војска била евакуисана. Наредба за повлачење издата је 25. новембра 1915. године. Повлачење српских снага вршено је у три правца: Пећ—Андријевица—Подгорица—Скадар, Призрен—Љум Кула—Спас—Флети—Пука—Скадар—Љеш и Призрен—Љум Кула—Пишкопеја—Дебар—Елбасан.